# Jacques Piccard
Jacques Piccard (ur. 28 lipca 1922 w Brukseli, zm. 1 listopada 2008 w La Tour-de-Peilz) – szwajcarski inżynier i oceanograf, zbadał dno Rowu Mariańskiego w 1960. Syn Auguste'a, ojciec Bertranda.

## Zarys biografii
Studiował ekonomię, historię i fizykę w Institut de hautes études internationales et du développement w Genewie i na Université de Bâle w Bazylei.
W 1937 jego ojciec zbudował swój pierwszy batyskaf, czyli statek głębinowy. W 1960 w ulepszonym batyskafie, „Trieste”, Jacques wraz z porucznikiem United States Navy, Donem Walshem zanurzył się na dno Rowu Mariańskiego. Za swój wyczyn obaj zostali uhonorowani Legią Zasługi przez prezydenta Stanów Zjednoczonych Dwighta Eisenhowera.

## Wyróżnienia
- Legia Zasługi (Stany Zjednoczone, 1960)
- Howard N. Potts Medal (Stany Zjednoczone, 1972)
- Honorowy doktorat Université catholique de Louvain (Belgia, 2008)[4]